# Foolad Mobarekeh Sepahan Football Club
Il Foolad Mobarekeh Sepahan Football Club, meglio noto come Sepahan, è una società calcistica iraniana con sede nella città di Esfahan. Milita nella Lega professionistica del Golfo persico, la massima serie del campionato iraniano di calcio.
Ha vinto 5 campionati, di cui 3 consecutivamente dal 2009-2010 al 2011-2012.
Disputa le gare casalinghe allo stadio Naghsh-e Jahan, impianto da 75 000 posti inaugurato nel 2016. In precedenza era di scena allo stadio Foolad Shahr, impianto inaugurato nel 1998 e avente una capienza di 15 000 spettatori.

## Storia

### Epoca pre-rivoluzione iraniana

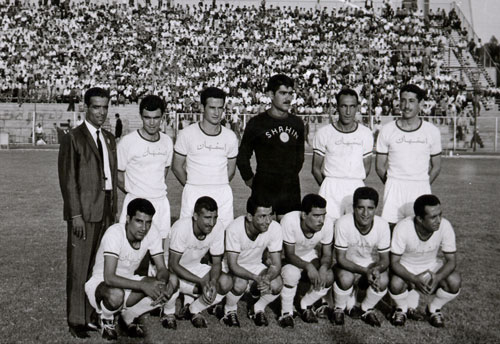
Giocatori dello Shanin Esfahan in campo negli anni '70

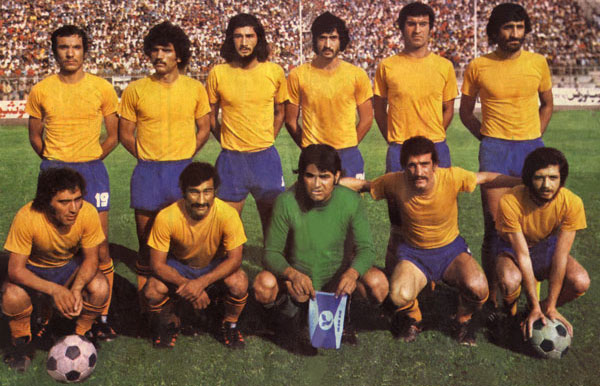
Il Sepahan impegnato contro l'Homa nella Coppa del Trono di Jamshid nel 1975-1976

Nel 1953, con l'aiuto di Mahmoud Hariri, giocatore della nazionale iraniana, fu fondato lo Shahin Esfahan, affiliato allo Shahin di Teheran. Nel 1963 lo Shanin Esfahan, rappresentante della provincia di Esfahan, divenne campione d'Iran pareggiando per 1-1 contro una rappresentativa della capitale, il Teheran XI. Nel 1967, a causa di problemi organizzativi sorti in seno allo Shanin di Teheran, il ramo calcistico di Esfahan dovette cessare le attività. Il club cambiò nome in Sepahan e partecipò alla Coppa del Trono di Jamshid del 1974-1975, giungendo decimo, dietro ai concittadini dello Zob Ahan. Il Sepahan continuò a disputare la competizione sino alla sua ultima edizione, tenutasi nel 1977-1978.

### Immediato post-rivoluzione
Negli anni successivi alla rivoluzione iraniana del 1979, le attività calcistiche furono limitate in tutto il paese. Il club continuò a militare nel campionato provinciale di Esfahan sino al 1993, anno in cui fu acquistato dalla Siman-e-Sepahan ("Sepahan Cementi"), un'azienda di Esfahan. La squadra seguitò a giocare nella Lega Azadegan, la massima serie, fino al 2000, anno in cui fu rilevata dalla Foolad Mobarekeh ("Acciaieria di Mobarekeh"), compagnia di Esfahan che acquistò il club dalla Siman-e-Sepahan. Con il nome di Foolad Mobarekeh Sepahan, la squadra riuscì a guadagnare una solida base di tifosi in città e nel circondario.

### Anni duemila
Con l'avvento del professionismo nel calcio Iraniano, nel 2001, il Sepahan si dimostrò da subito una delle squadre più valide della nazione. Nella stagione 2002-2003 il Sepahan, allenato da Farhad Kazemi, vinse per la prima volta il titolo nazionale, qualificandosi all'AFC Champions League. Nel 2004 vinse per la prima volta anche la Coppa d'Iran e riuscì a qualificarsi nuovamente all'AFC Champions League, come pure nel 2005, ma non ebbe successo in nessuna delle due occasioni nel massimo torneo continentale.
Sotto la guida del tecnico Luka Bonačić, nel 2005-2006 il Sepahan rivinse la Coppa d'Iran, qualificandosi all'AFC Champions League 2007. Nel 2006-007 fu vinta un'altra Coppa d'Iran, ma fu in ambito continentale che furono raccolte le maggiori soddisfazioni: nel massimo torneo asiatico il club superò il girone in modo autorevole, vincendolo, e poi eliminò varie squadre, approdando alla finale, persa contro i giapponesi dell'Urawa Red Diamonds. Malgrado la sconfitta, divenne il primo club iraniano a qualificarsi alla Coppa del mondo per club FIFA in qualità di finalista dell'AFC Champions League, dato che i nipponici vi si erano già qualificati in quanto campioni del paese ospitante la manifestazione.
Nell'edizione del 2007 della Coppa del mondo per club, il Sepahan, dopo aver sconfitto nel turno preliminare i neozelandesi del Waitakere United (3-1), fu eliminato ai quarti di finale a causa della sconfitta (1-3) contro l'Urawa Red Diamonds,che batté gli iraniani per la seconda volta nel giro di un mese. Nel 2007-2008 il Sepahan del subentrato tecnico brasiliano Jorvan Viera giunse secondo in campionato, perdendo il titolo a causa della sconfitta per 2-1 (gol decisivo segnato al sesto minuto di recupero del secondo tempo) subita all'ultima giornata contro il Persepolis, che scavalcò i rivali, aggiudicandosi il campionato per un solo punto. Il Sepahan si qualificò così nuovamente all'AFC Champions League, ma nell'annata 2008-2009 visse un'annata più difficile, segnata da tre cambi tecnici. Passato a Engin Fırat, tecnico turco con cittadinanza tedesca, il club cambiò ben presto allenatore, affidandosi a Hossein Charkhabi, che malgrado i buoni risultati conseguiti fu rimpiazzato dal rientrante Farhad Kazemi, di nuovo al timone della squadra dopo i successi raccolti dal 2002 al 2005. Quarta classificata nel 2008-2009, la squadra si qualificò all'AFC Champions League 2010.

### Anni duemiladieci

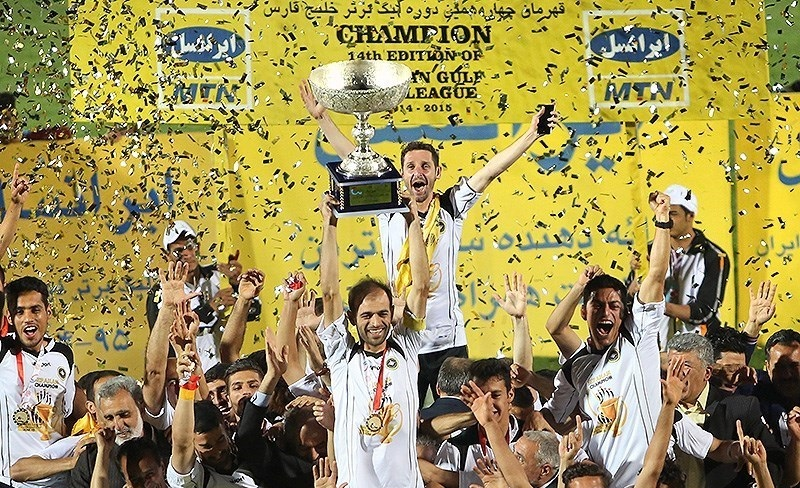
Giocatori del Sepahan celebrano il quinto titolo nella storia del club, vinto nel 2014-2015

Nel 2009-2010 il Sepahan fu affidato ad Amir Ghalenoei, che portò il club alla vittoria del titolo con una giornata di anticipo rispetto alla fine del torneo, per poi ripetersi nel 2010-2011.
Nel 2011-2012, sotto la guida del croato Zlatko Kranjčar, il Sepahan vinse il campionato per la terza volta consecutiva, la quarta in totale, mentre l'anno dopo si aggiudicò la Coppa d'Iran. Il quarto titolo fu vinto, con un punto di margine sul Tractor, nella stagione 2014-2015, un'annata caratterizzata, nel settembre 2014, dal passaggio di consegne dal dimissionario Kranjčar a Hossein Faraki, che si sarebbe dimesso nel novembre 2015 per fare spazio a un altro croato, Igor Štimac.
Negli anni a venire il Sepahan fu più volte semifinalista di Coppa d'Iran, ma non ottenne risultati di rilievo. A Štimac, dimessosi nell'aprile 2016, subentrò ad interim Ghasem Zaghinejad, poi rimpiazzato, per la stagione 2016-2017, da Abdollah Veisi. Neanche il ritorno, nel 2017-2018, di Zlatko Kranjčar, sortì gli effetti sperati (il croato fu rimpiazzato nel 2018 da Mansour Ebrahimzadeh). Bisognò attendere il 2018-2019 per rivedere il Sepahan competitivo sul fronte nazionale, con il secondo posto centrato dal rientrante nel Amir Ghalenoei.

### Anni duemilaventi
Ghalenoei fu sostituito ad interim nel 2020 dal portoghese Miguel Teixeira, succeduto da Moharram Navidkia.
Nel 2024 il Sepahan compra Steven Nzonzi, campione del mondo con la Francia nel 2018

## Palmarès

### Competizioni nazionali
- Campionato iraniano: 5

2002-2003, 2009-2010, 2010-2011, 2011-2012, 2014-2015
- Coppa d'Iran: 5

2003-2004, 2005-2006, 2006-2007, 2012-2013, 2023-2024
- Supercoppa d'Iran: 1

2024
- Campionato iraniano di terza divisione: 2

1973-1974, 2006-2007

### Altri piazzamenti
- Campionato iraniano:

Secondo posto: 2007-2008, 2018-2019, 2020-2021, 2022-2023, 2024-2025
Terzo posto: 1996-1997, 1998-1999, 2012-2013, 2021-2022, 2023-2024
- Campionato iraniano di seconda divisione:

Secondo posto: 1992-1993
- Coppa d'Iran:

Semifinalista: 1999-2000, 2001-2002, 2002-2003, 2015-2016, 2016-2017, 2018-2019
- AFC Champions League:

Finalista: 2007

## Organico

### Rosa 2024-2025
Rosa e numerazione aggiornati al 2 aprile 2025.
| N. |                         | Ruolo | Calciatore                     |
| -- | ----------------------- | ----- | ------------------------------ |
| 1  | Iran (bandiera)         | P     | Payam Niazmand (Vice-capitano) |
| 2  | Iran (bandiera)         | D     | Hadi Mohammadi                 |
| 3  | Iran (bandiera)         | D     | Hossein Goudarzi               |
| 5  | Iran (bandiera)         | C     | Reza Asadi                     |
| 6  | Burkina Faso (bandiera) | C     | Bryan Dabo                     |
| 7  | Iran (bandiera)         | A     | Mehdi Limouchi                 |
| 8  | Iran (bandiera)         | C     | Mohammad Karimi (capitano)     |
| 9  | Iran (bandiera)         | A     | Kaveh Rezaei                   |
| 10 | Iran (bandiera)         | C     | Reza Shekari                   |
| 11 | Iran (bandiera)         | A     | Javad Aghaeipour               |
| 12 | Francia (bandiera)      | A     | Wissam Ben Yedder              |
| 14 | Iran (bandiera)         | D     | Aria Yousefi U23               |
| 15 | Francia (bandiera)      | C     | Steven Nzonzi                  |
| 17 | Iran (bandiera)         | C     | Esmaeil Gholizadeh U21         |
| 18 | Iran (bandiera)         | D     | Milad Zakipour                 |
| 23 | Iran (bandiera)         | C     | Mohammad Mehdi Mohebi          |

| N. |                       | Ruolo | Calciatore              |
| -- | --------------------- | ----- | ----------------------- |
| 24 | Iran (bandiera)       | D     | Mehdi Hosseini          |
| 33 | Iran (bandiera)       | P     | Seyed Pouria Rafiei U21 |
| 44 | Iran (bandiera)       | P     | Nima Mirzazad           |
| 47 | Mauritania (bandiera) | A     | Aboubakar Kamara        |
| 55 | Iran (bandiera)       | D     | Amin Hazbavi U23        |
| 58 | Iran (bandiera)       | D     | Mohammad Daneshgar      |
| 66 | Tagikistan (bandiera) | D     | Vaḩdat Ḩannonov         |
| 80 | Iran (bandiera)       | C     | Arshia Sarshogh U23     |
| 88 | Iran (bandiera)       | C     | Abbas Habibi U21        |
| 90 | Iran (bandiera)       | D     | Esmaeil Falamarzi U21   |
| 93 | Iran (bandiera)       | C     | Ali Ahmadi U21          |
| 95 | Iran (bandiera)       | D     | Mohammad Amini U21      |
| 99 | Iran (bandiera)       | D     | Siavash Yazdani         |
|    | Iran (bandiera)       | C     | Mohamadreza Bordbar     |

### Staff tecnico
Staff tecnico aggiornato all'11 luglio 2024.
- Patrice Carteron - Allenatore
- Hossein Ghadami - Allenatore in seconda
- Vahid Esfahani - Collaboratore tecnico
- Mohammadreza Farahani - Preparatore dei portieri